# Instituto Nacional de Colonización (España)
El Instituto Nacional de Colonización (INC) fue un organismo creado en España en octubre de 1939 en la posguerra, dependiente del Ministerio de Agricultura. Su creación estuvo motivada por la necesidad de efectuar una reforma tanto social como económica de la tierra, después de la devastación de la guerra civil española.
El objetivo principal del mismo era efectuar la necesaria transformación del espacio productivo mediante la reorganización y reactivación del sector agrícola y el incremento de la producción agrícola con vistas a los planes autárquicos de la época mediante el aumento de tierras de labor y la superficie de riego.
Su órgano máximo de gobierno era el Consejo Nacional de Colonización. El organismo desapareció en 1971, para dar lugar al Instituto Nacional de Reforma y Desarrollo Agrario (IRYDA).

## Políticas del Instituto

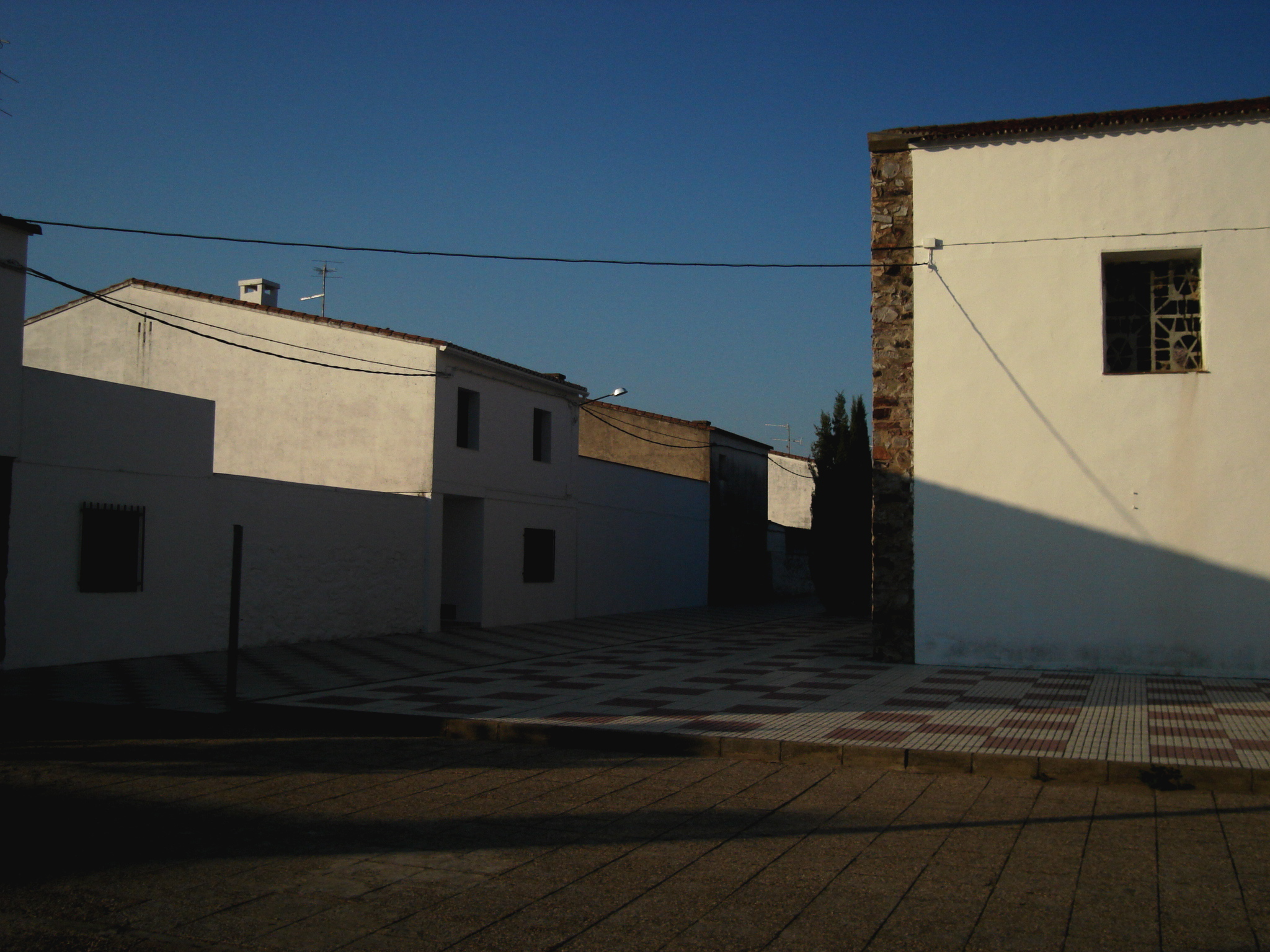
Conquista del Guadiana, provincia de Badajoz.

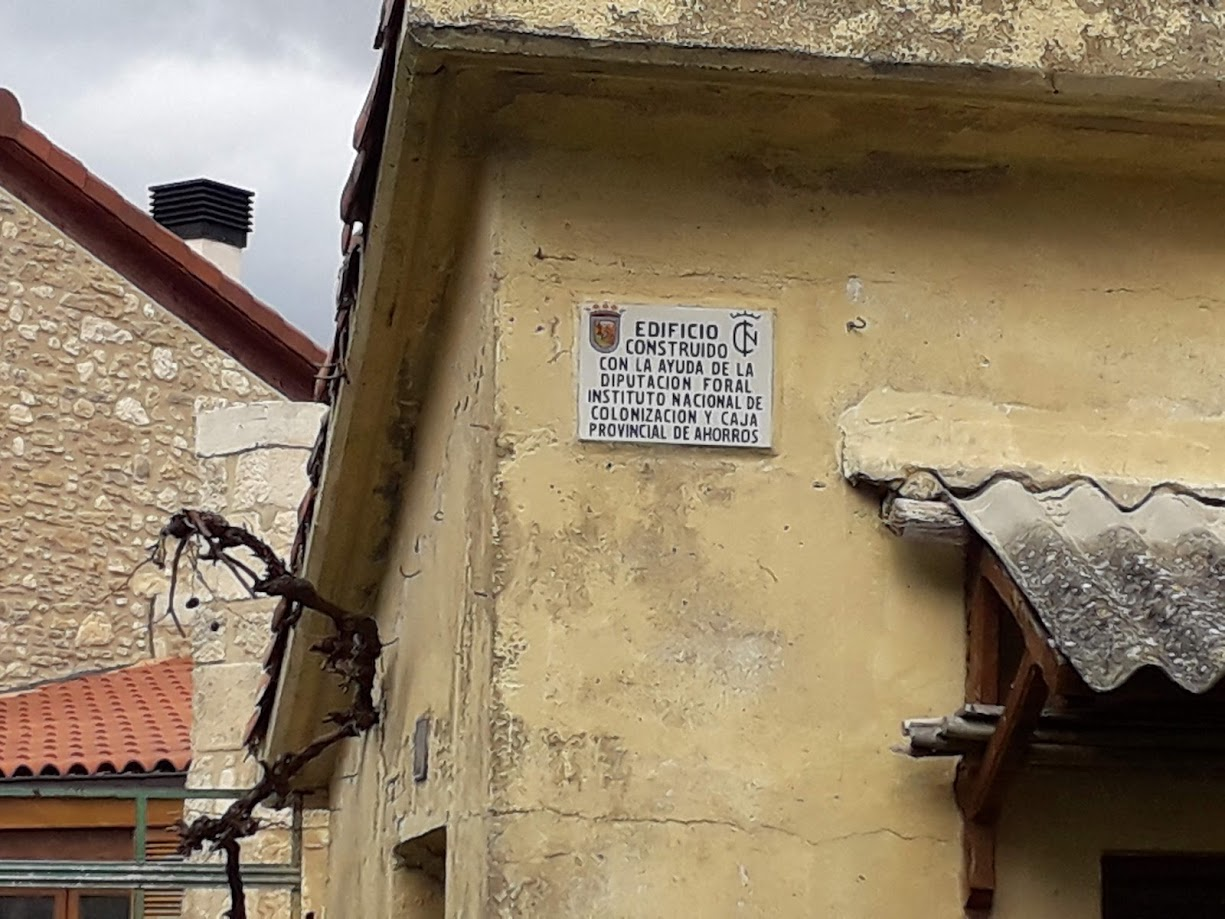
Placa del INC en un gallinero de un pueblo de Álava

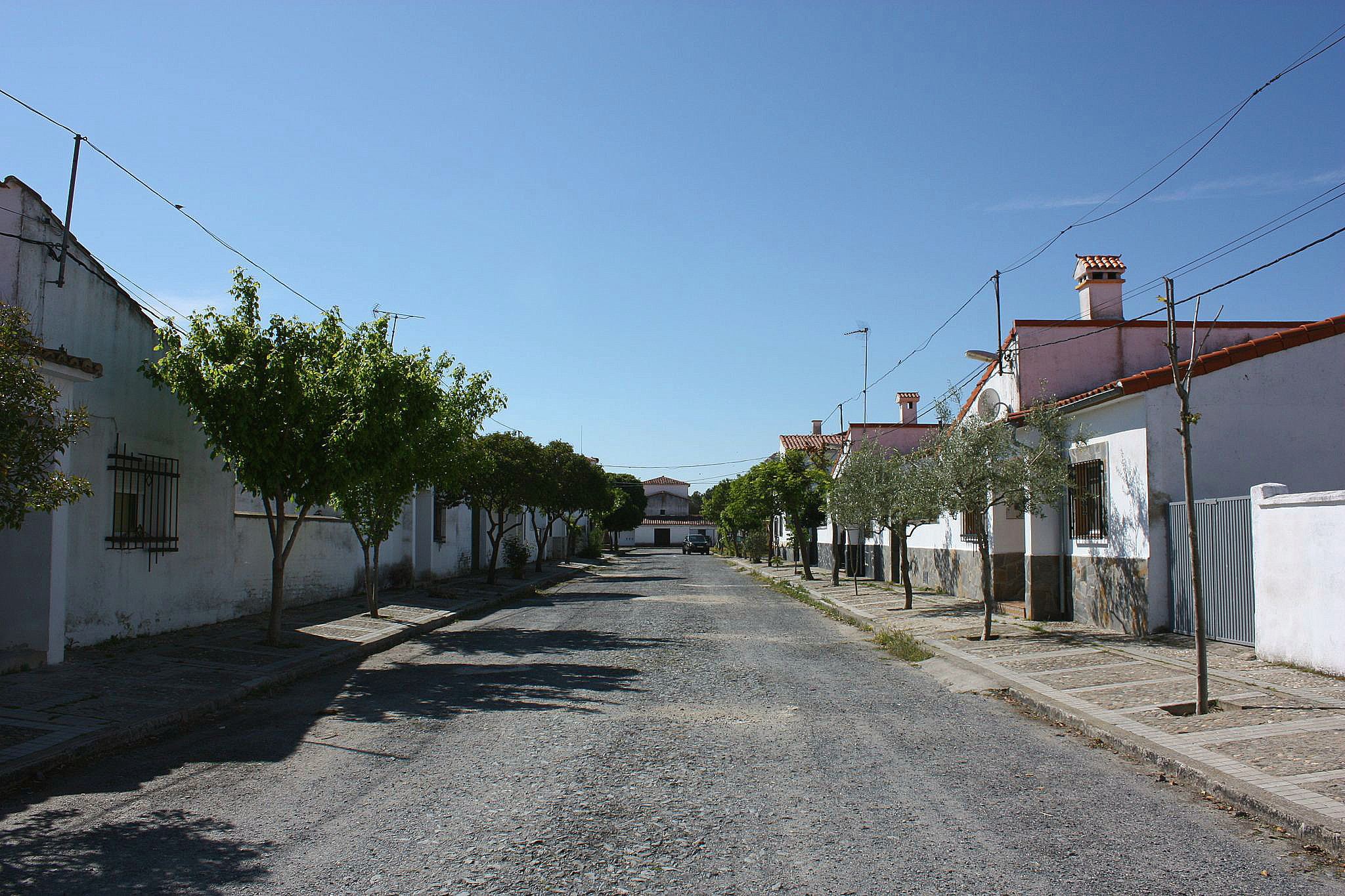
Valderrosas, provincia de Cáceres.

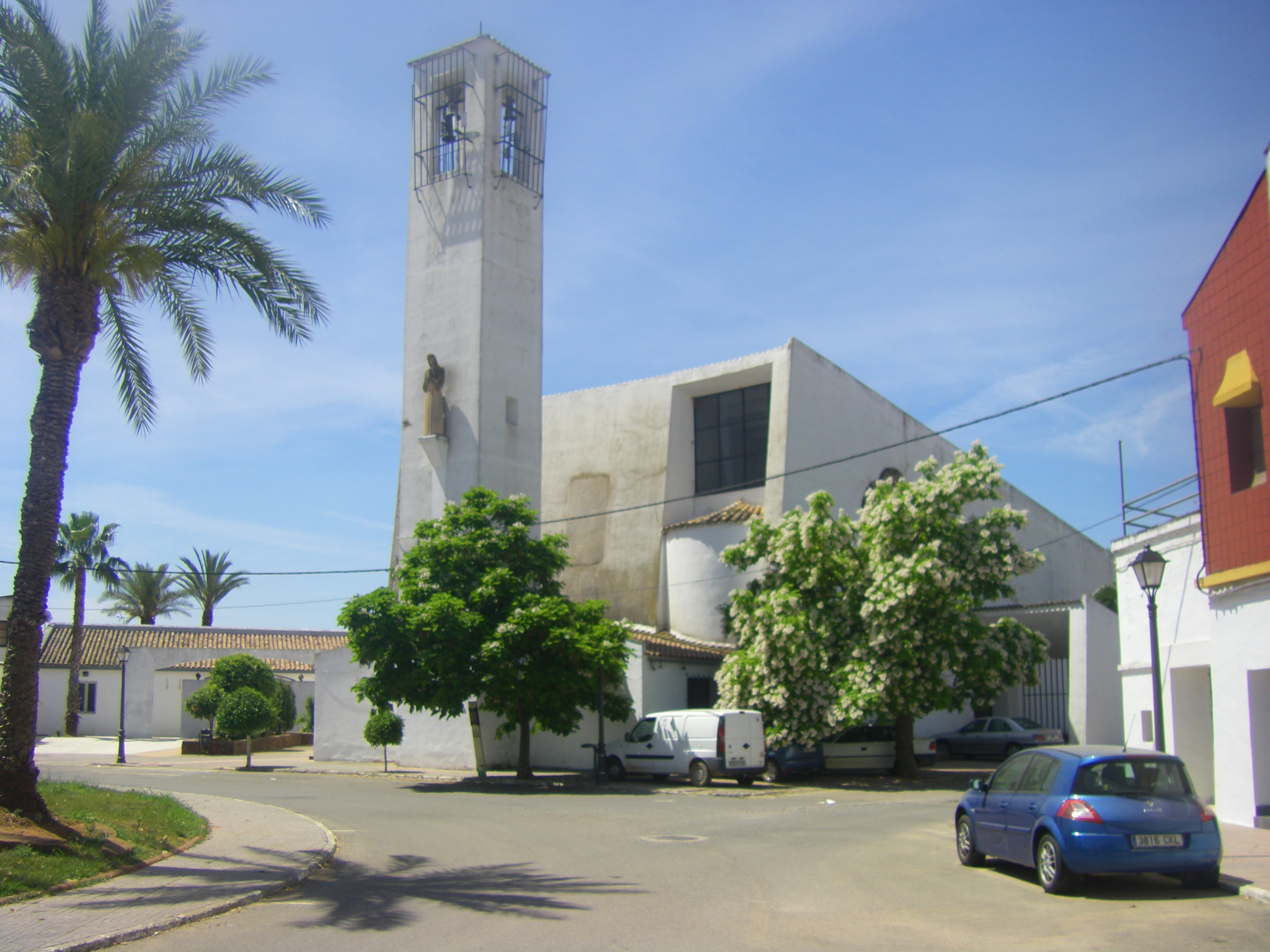
Algallarín, provincia de Córdoba.

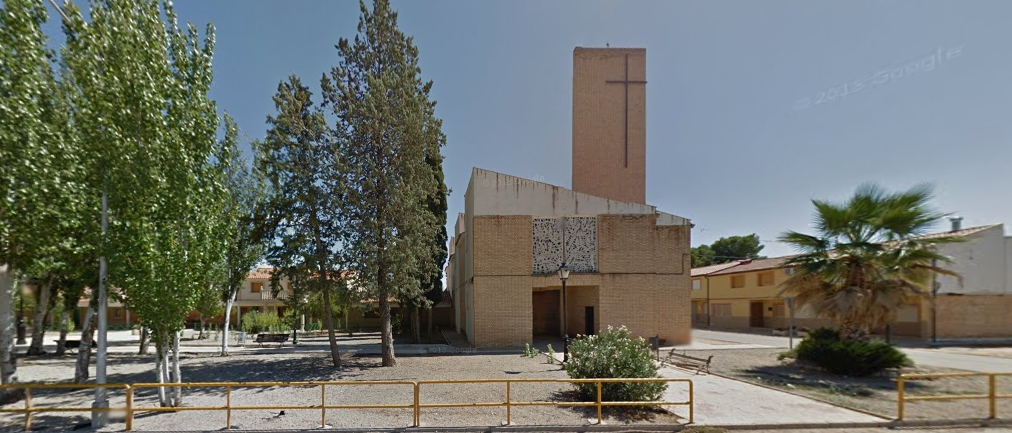
Nava de Campana, provincia de Albacete.

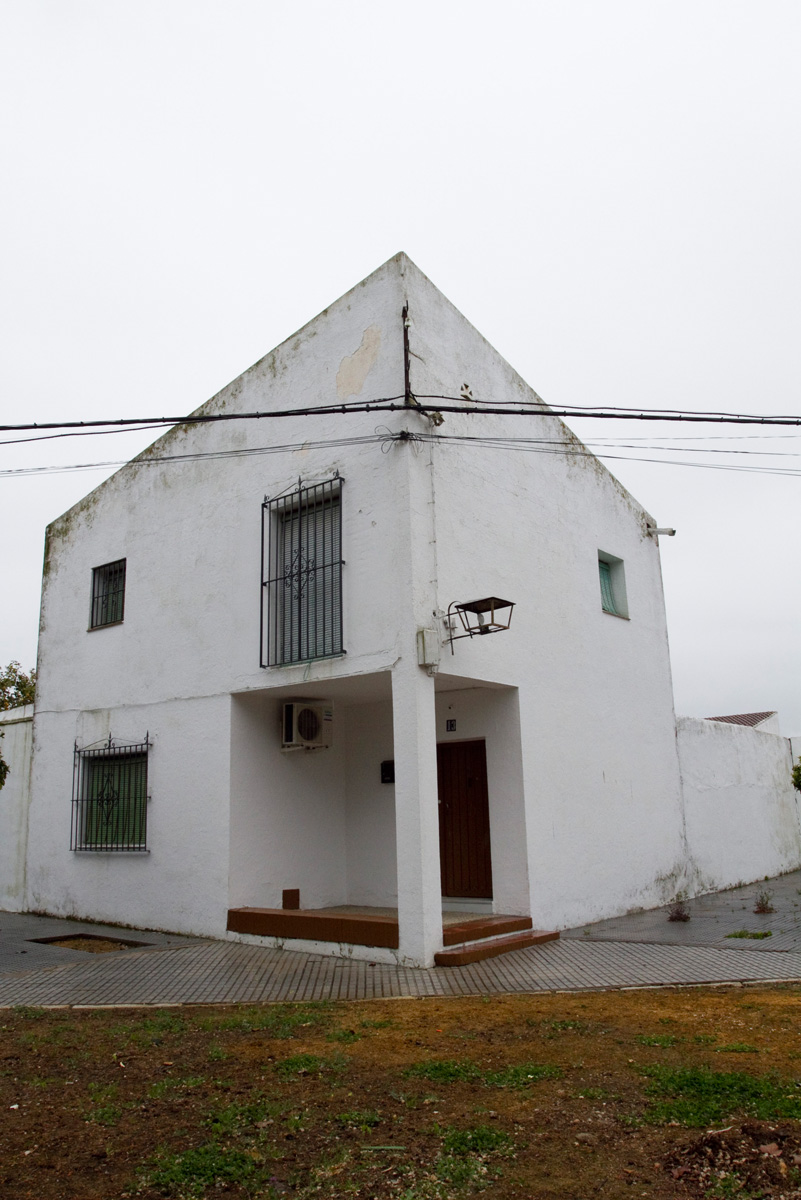
Setefilla, provincia de Sevilla.

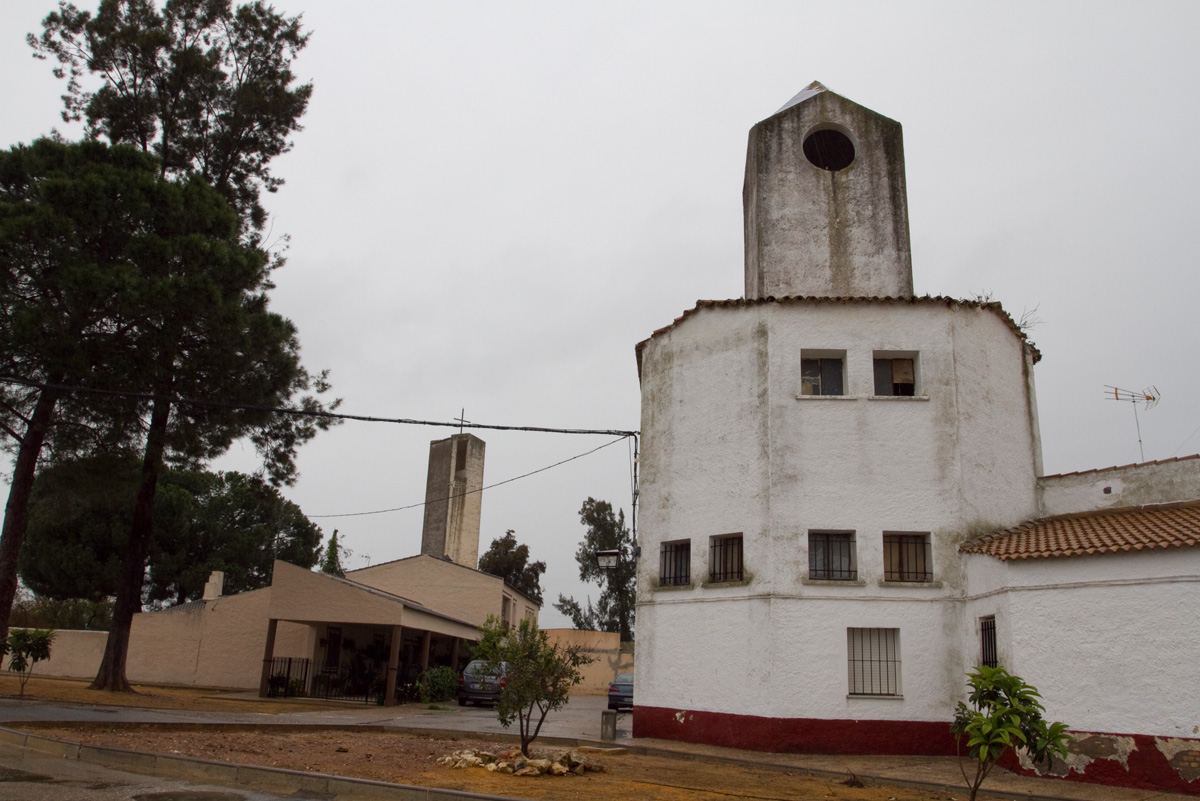
La Vereda, provincia de Sevilla.

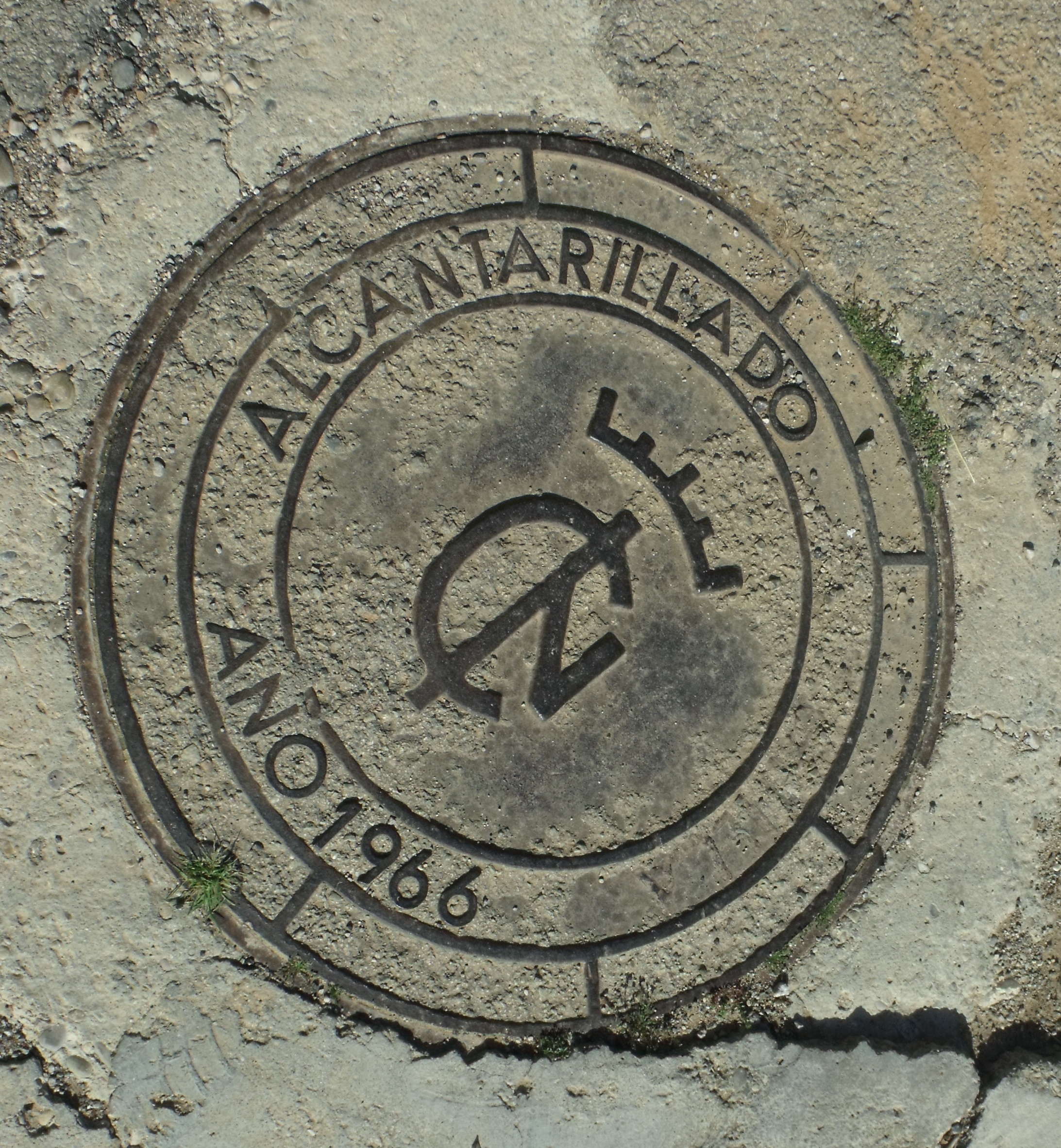
Logotipo del Instituto Nacional de Colonización en una alcantarilla, Cortichelles, provincia de Valencia.

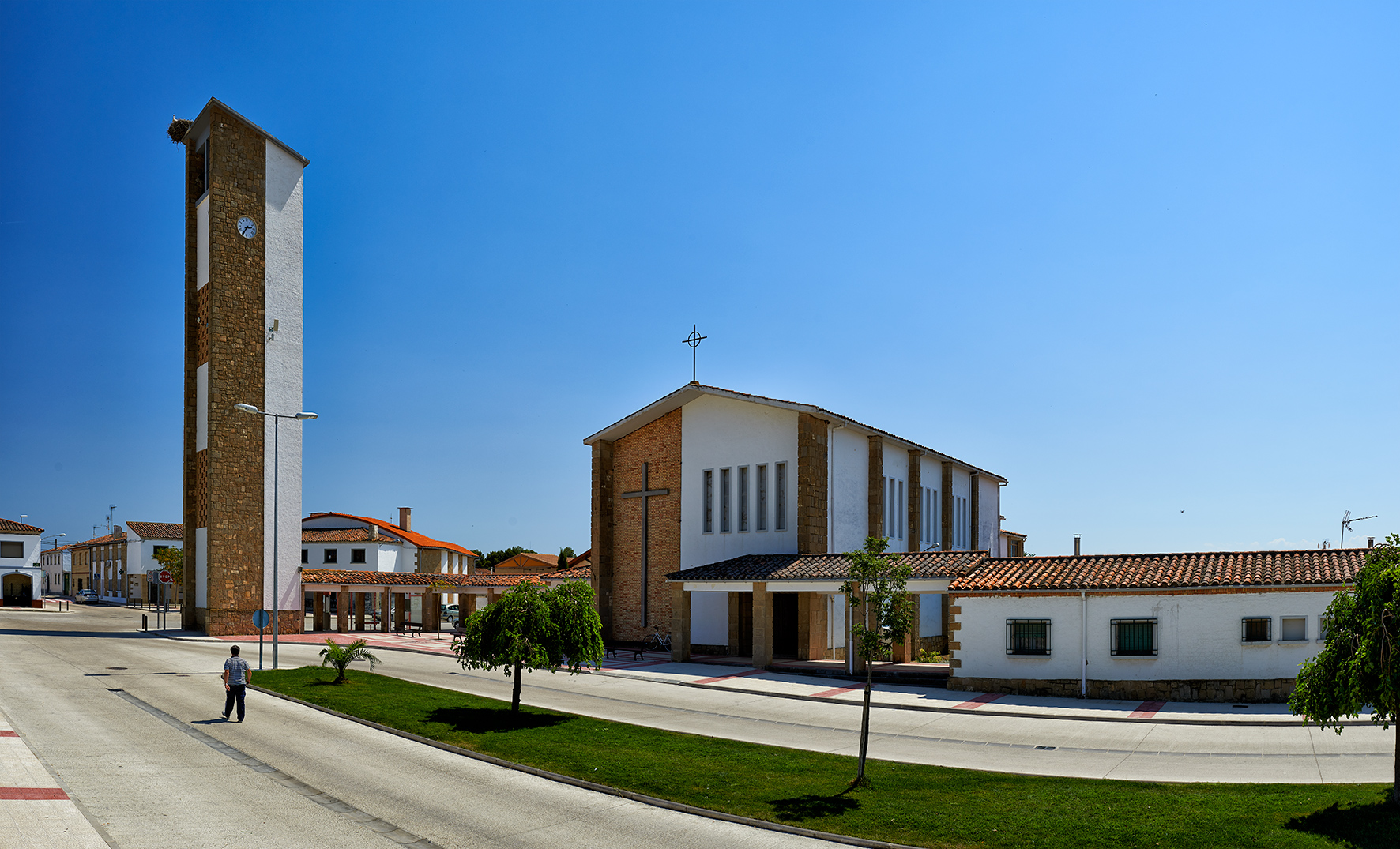
Rada, Navarra.

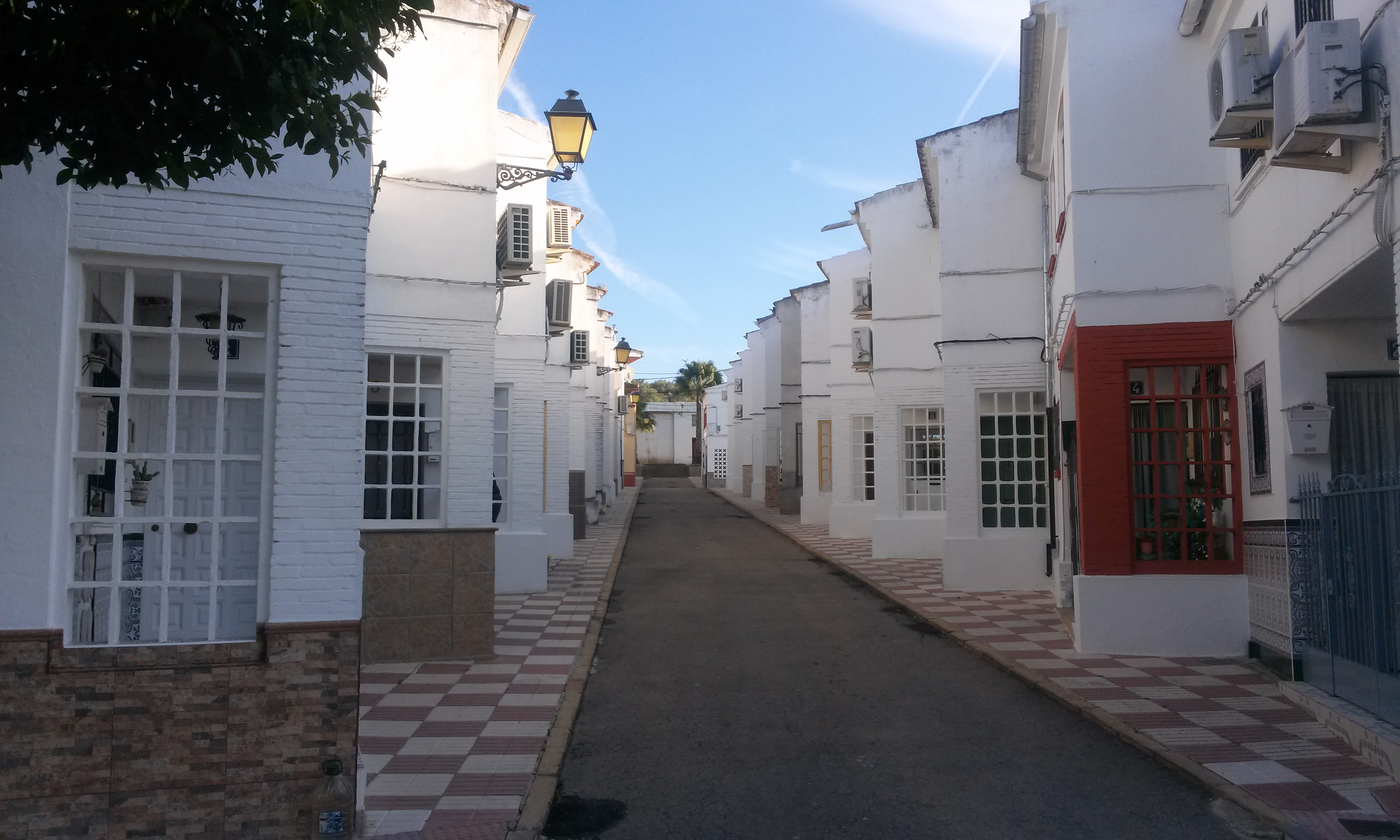
Calle típica colonial de Vados de Torralba, provincia de Jaén.

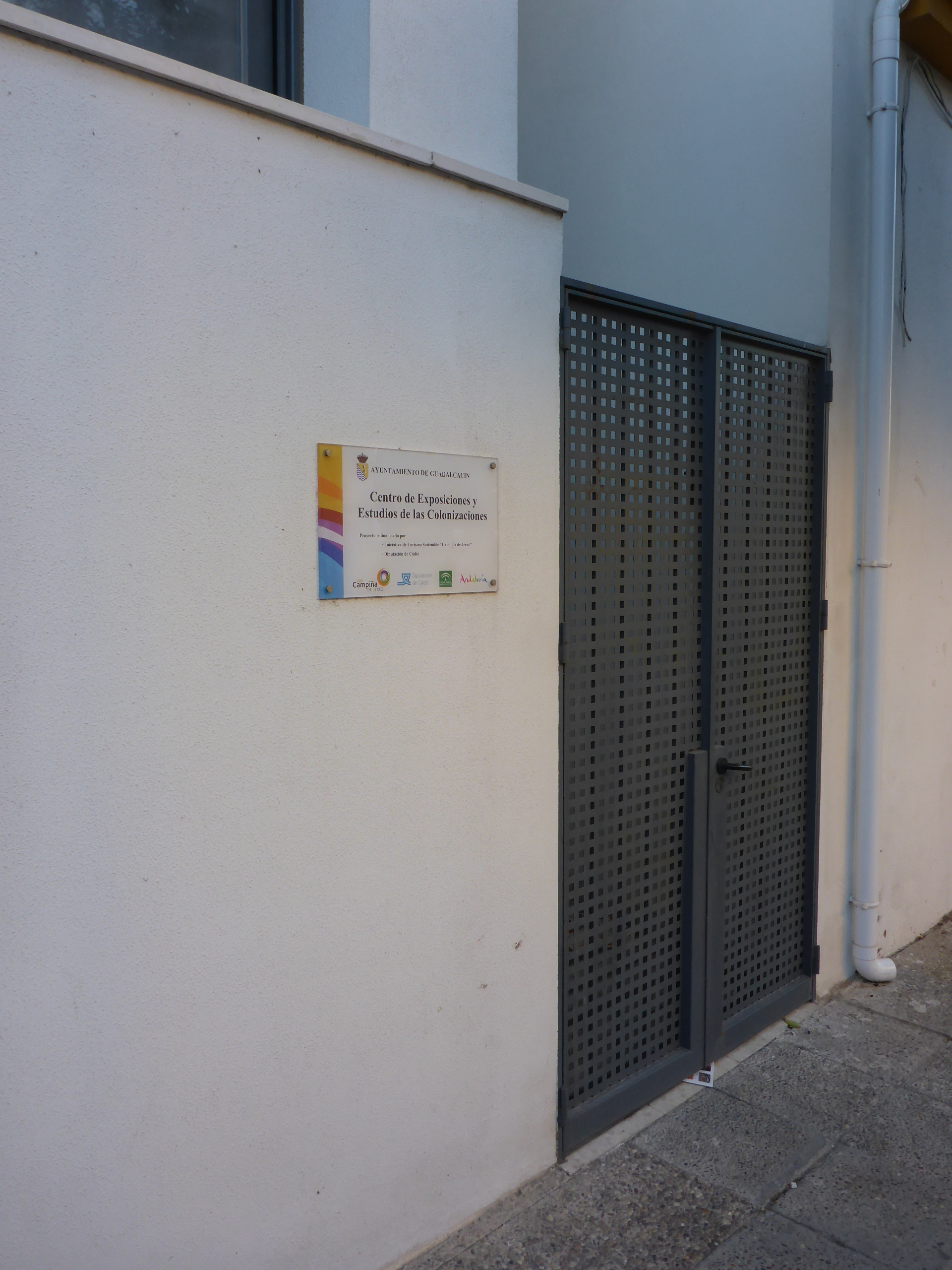
Centro de Exposiciones y Estudios de las Colonizaciones en Guadalcacín.

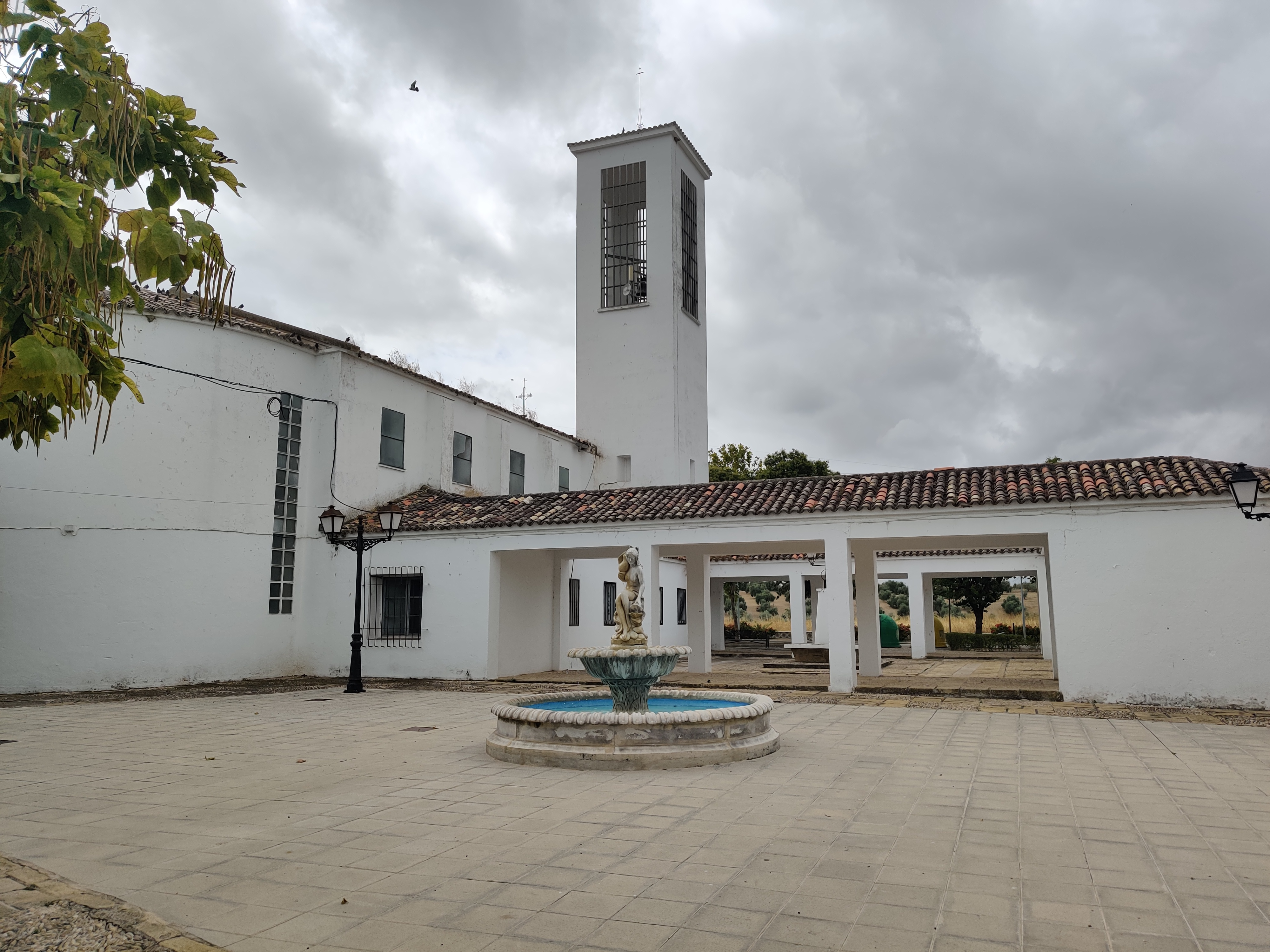
Plaza de la iglesia de Sotogordo, poblado de colonización agraria en Jaén.

Para la conversión de esas amplias tierras de secano en zonas de regadío, se emprendió la realización de acequias, pantanos e importantes canales que cambiaron y configuraron en gran medida el paisaje rural, principalmente de Andalucía y Extremadura.
Entre todos estos canales cabe reseñar el Canal del Bajo Guadalquivir, con el que se quiso llevar agua a las zonas de marisma y secano del Bajo Guadalquivir. Su construcción, ya planificada desde principios del siglo XIX, pudo ser llevada a cabo gracias al programa de redención de penas por trabajo implantado por el franquismo, un sistema que le permitió utilizar a multitud de 
presos políticos.
Los criterios y políticas del INC estuvieron marcados por la Ley de Bases de Colonización de Grandes Zonas Regables, promulgada en 1939 y por la ley del 25 de noviembre de 1940 sobre la Colonización de Interés Local, que permitía al INC financiar aquellos proyectos de transformación de zonas de secano a regadío. A estas dos primeras se sumaría el Decreto de 1942 que autorizaba al INC para adquirir fincas voluntariamente ofrecidas por sus propietarios. En 1946 se promulgaría la Ley de Expropiación de fincas rústicas consideradas de interés social, la cual posibilitaba bajo previa indemnización, la expropiación de fincas susceptibles de colonización. Su desarrollo definitivo vendrá con la Ley de Colonización y Distribución de la Propiedad de las Zonas Regables, de abril de 1949, la cual clasificaba la tierra en:
1. Tierras exceptuadas: son aquellas que ya habían sido puestas en riego, así como las que estuvieran en proceso de transformación por parte del propietario, antes de que comenzara la actuación del INC. Estas quedaban exentas de la expropiación. Tan solo se necesitaba una pequeña mejora en la finca para que toda ella fuera apartada de la actuación del INC.
2. Tierras reservadas: eran aquellas donde el INC podía ofrecer la ayuda necesaria para su transformación en regadío de mano del propietario, pudiendo intervenir en caso de que el propietario no actuara conforme a estos planes.
3. Tierras en exceso: son las tierras que estarían destinadas para la instalación de los colonos en unidades familiares de explotación. Los criterios de admisión de los colonos se basaban en cuestiones relacionadas con los niveles de renta y la carencia de fincas rústicas aunque a veces podían proceder de expropiaciones o de los pueblos inundados por los pantanos creados para poner sus tierras en regadío. Asimismo, era necesaria la presentación de un certificado de penales. A cada colono se le entregaba una parcela de cuatro a ocho hectáreas con un período provisional de “tutela” de cinco años, durante el cual era obligatorio seguir estrictamente el plan de explotación del lote. El INC aportaba semillas, abonos, insecticidas, ganado vacuno y caballar, y un anticipo de las contribuciones y renta de la tierra. El coste de todo ello lo debía reintegrar el colono con un determinado porcentaje sobre la producción. Tras la tutela, debía amortizar el valor de la tierra a un interés del 3% anual, estableciéndose los plazos entre 15 y 25 años para la tierra y 40 años para la vivienda. Tras la satisfacción de la cantidad total se expedía el “título de propiedad” de la parcela y la casa.[1]

En estas fincas sometidas a proceso de expropiación, los propietarios tenían derecho a una reserva sobre ellas de este tenor: los propietarios con menos de 30 hectáreas seguían con la propiedad de toda su superficie; de las fincas entre 30 y 120 hectáreas se les reservaban 30; y por último, los propietarios con más de 120 hectáreas podían mantener un cuarto de su superficie.
Una disposición aneja de la ley establecía que el propietario podía reservar un número de 30 hectáreas más por cada hijo. Las indemnizaciones por la expropiación fueron muy altas y pagadas en metálico inmediatamente.
En definitiva todas estas políticas de reconversión de tierras de secano en espacios regados, acabaron beneficiando a los grandes terratenientes del momento quienes, a cambio de perder una pequeña parte de sus tierras, normalmente las de peor calidad, en la expropiación de las tierras en exceso destinadas a los colonos, lograban una importante revalorización de la mayor parte de sus fincas.

## Localización geográfica
Entre los años 1945 al 1970, el INC construyó en España más de 300 pueblos de colonización que albergarían a unas 55 000 familias, hecho que se convirtió en uno de los mayores movimientos migratorios promovidos por el Estado español en el siglo XX.
Principalmente se asentaron en las cuencas fluviales, creando una estructura regional alrededor de los principales ríos: Duero, Tajo, Guadiana, Guadalquivir y Ebro. Muchos de estos pueblos tomarían su nombre del río del cual tomaba el regadío, seguido de la coletilla del Caudillo u otras referencias al dictador Francisco Franco. Con la llegada de la democracia gran parte de estas referencias se eliminaron, aunque aún perviven algunos de ellos. Hay otros pueblos cuyo nombre no deriva de un río como Llanos del Caudillo o Bardena del Caudillo.
Cada región albergaba delegaciones que habitualmente se correspondían con alguna capital de provincia, aunque también se instalarían en grandes poblaciones como Talavera de la Reina (Tajo) o Jerez de la Frontera (Guadalete). Este tipo de pueblos se reparten por 27 provincias peninsulares, así como una pequeña actuación en la isla de Ons perteneciente a Pontevedra.
Con respecto a los encargados de la proyección de estos poblados, para el INC trabajarían unos ochenta arquitectos, algunos tan importantes como Alejandro de la Sota Martínez, Carlos Arniches Moltó, José Borobio Ojeda, José Antonio Corrales, Fernando de Terán o Antonio Fernández Alba; además de los más notables arquitectos en plantilla del INC como Manuel Rosado, Jesús Ayuso Tejerizo, Manuel Jiménez Varea, Agustín Delgado de Robles o Pedro Castañeda Cagigas. Pero fue José Luis Fernández del Amo quién planificó los poblados de colonización más brillantes como Vegaviana (Cáceres) o Cañada de Agra (Albacete).

## Proyección de infraestructuras y edificios
La construcción de poblados en su concepción y proyección se ajustaban a un programa que tendía a la autosuficiencia y por el cual estaban dotados de una serie de edificios que se agrupaban en torno a una plaza principal y entre los que destaca especialmente la iglesia. Los pueblos de mayor tamaño contaban además con dependencias para la Acción Católica y una vivienda para el sacerdote. Junto a la plaza se encuentra el edificio administrativo formado por oficinas de atención al público, un despacho para el alcalde y el salón de sesiones, así como una pequeña estafeta de Correos, el Juzgado, la vivienda del funcionario y un dispensario médico. Solo aquellos pueblos de un tamaño medio o grande podían disponer de una sala de cine que servía de igual modo como salón de bailes. A veces junto a ella también se situaba un espacio abierto para cine de verano. En la planta baja de este edificio de dos plantas, se colocaba el bar y en la planta alta la vivienda del cantinero.
Otros edificios importantes serán aquellos que se destinen al comercio y las artesanías y que albergaban pequeñas tiendas de ultramarinos, panadería con horno propio, zapatería y bar si no había un edificio social. En la zona destinada a las artesanías se abrían talleres dedicados a la herrería, carpintería, peluquería y un taller mecánico. En los pueblos de mayor tamaño también se construía la Hermandad Sindical, posteriormente conocida como Centro Cooperativo y que servía para guardar la maquinaria, además de funcionar como pequeño lugar de reunión para los colonos. Estos edificios, generalmente de dos plantas, se distribuían del siguiente modo:
- En la planta baja, el hogar rural, la biblioteca y la sala de juegos y reuniones.
- En la planta alta, los despachos administrativos, el archivo y los servicios.

Por último se levantaban las escuelas, separadas en sexos y cuyo tamaño se concebía para albergar un 15% del total de la población.
Se han identificado como posibles influencias en la arquitectura del instituto iniciativas similares como las llevadas a cabo por el Estado de Israel en Palestina y por la Italia de Mussolini en Sicilia, el Agro Pontino, Cerdeña y África, entre otras.

## Memoria y estudio
Existe un "Centro de Exposiciones y Estudios de las Colonizaciones" localizado en Guadalcacín (Jerez de la Frontera). dirigido por una comisión científica.

### Documentales
- Lucía Palacios y Dietmar Post (Directores) (2013). Los colonos del Caudillo (Documental). Alemania, España.  Escena en 112 min. Consultado el 29 de diciembre de 2013.
- Clemente Trujillo Toro, Celia Díaz-Catalán y Javier Ramos Ruiz (Directores) (2013). Memoria del Algodón (Documental). España.  Escena en 50 min. Consultado el 29 de diciembre de 2013.
- Mariano Agudo y Eduardo Montero (Dirs.); Eduardo Montero (Guión). Presos del Silencio (Andalucía): Trabajos forzados en la España de Franco (Película documental).  Escena en 58 min. Consultado el 22 de diciembre de 2014.

### Publicaciones
- Alagón Laste, José María (enero de 2012). «El Instituto Nacional de Colonización: El fondo de la Delegación Regional del Ebro». Dara Novedades (8). Consultado el 22 de noviembre de 2014.
- Alagón Laste, José María (2014). El pueblo de El Temple (Huesca): Colonización, historia y arte. Huesca: Instituto de Estudios Altoaragoneses.
- Alagón Laste, José María (2014). «¿Viviendas aisladas o núcleos urbanos? Modelos urbanísticos del Instituto Nacional de Colonización en Aragón: la zona de Monegros-Flumen (Huesca)». Norba. Revista de Arte XXXIV: 221-247.
- Alagón Laste, José María; Vázquez Astorga, Mónica (2015). «Escuelas de "sabor agrario" en los pueblos creados por el Instituto Nacional de Colonización en la zona de la Violada-canal de Monegros I, Aragón». Espacio, Tiempo y Educación 2 (1): 281-308. ISSN 2340-7263. doi:10.14516/ete. Consultado el 26 de febrero de 2015.
- Álvaro Tordesillas, Antonio (2010). «Referencias internacionales en los pueblos de colonización españoles». Revista del instituto Universitario de Urbanística de la Universidad de Valladolid (13): 183-200. Consultado el 21 de noviembre de 2014.
- Centellas Soler, Miguel (2010). «Los pueblos de colonización de la administración franquista en la España rural». P+C, proyecto y ciudad. Revista de temas de arquitectura (1): 109-126. Consultado el 23 de diciembre de 2014.
- Guarc Pérez, José (2007). «El Instituto Nacional de Colonización y su actuación en Cinco Villas».  En N. Asín García (Coord.), ed. Comarca de las Cinco Villas (Colección Territorio, nº 25). Zaragoza: Diputación General de Aragón, Dpto. de Presidencia y Relaciones Institucionales. pp. 142-152. ISBN 978-84-8380-037-9. Archivado desde el original el 23 de septiembre de 2015. Consultado el 23 de diciembre de 2014.
- Gutiérrez Molina, José Luis Ángel; Río Sánchez, Ángel del; Acosta Bono, Gonzalo; Martínez Macías, Lola (2004). El canal de los presos, 1940-1962: Trabajos forzados: De la represión política a la explotación económica. Barcelona: Crítica. ISBN 978-84-8432-537-6.
- Monclús, F.J.; Oyón, J.L. (1988). Colonización agraria en España, 1855-1973. Políticas y técnicas en la ordenación del espacio rural. Madrid: Ministerio de Agricultura - MAP - MOPU. ISBN 84-7088-496-4.
- Rabasco Pozuelo, Pablo (2008). Arquitectura social en la provincia de Córdoba; 1930-1975: Los poblados de colonización (Tesis doctoral inédita, Universidad de Córdoba). Córdoba: [s.n.]
- Rabasco Pozuelo, Pablo (julio-septiembre de 2009). «La planificación en la construcción de los poblados del Instituto nacional de Colonización en informes de la Construcción». Informes de la Construcción (vol. 61, n. 515): 23-24. Consultado el 22 de noviembre de 2014.
- Pérez Escolano, Víctor; Calzada Pérez, Manuel (Coords.) (febrero de 2005). «Pueblos de colonización 1939-1971 ¿Recuperar del patrimonio rural franquista?». PH:Boletín del Instituto Andaluz del Patrimonio Histórico (52): 36-125. Consultado el 22 de noviembre de 2014.
- Rabasco Pozuelo, Pablo (2011). «Las influencias extranjeras en la arquitectura y urbanismo del Instituto Nacional de Colonización». Goya: Revista de arte (336): 254-269. ISSN 0017-2715.
- Sánchez Expósito, Ismael (2011). «Vegaviana (España): La experiencia de la colonización y la creación de una identidad social». Etnicex: Revista de estudios etnográficos (2): 131-148. Consultado el 22 de diciembre de 2014.

Bibliografía adicional
- Alagón Laste, José María (2011). «Las artes plásticas en los pueblos de colonización de la zona de La Violada». AACADigital: Revista de la Asociación Aragonesa de Críticos de Arte (15). Consultado el 29 de junio de 2014.
- Araque Jiménez, Eduardo; Sánchez Martínez, José D.; Gallego Simón, Vicente J.; Garrido Almonacid, Antonio (2006). «Balance de la actuación del Instituto Nacional de Colonización en la provincia de Jaén». Investigaciones Geográficas (41): 15-32. Consultado el 23 de diciembre de 2014.
- Baigorri Agoiz, Artemio (1997). «Regadío, territorio y desarrollo socioeconómico de Extremadura». Situación, Serie Estudios Regionales: Extremadura: 122-141. Consultado el 22 de diciembre de 2014.
- Cabo Alonso, Ángel (1997). «Repoblación y colonización en Castilla y León». Investigaciones Geográficas, Instituto Universitario de Geografía, Universidad de Alicante (17 (enero-junio 1997): 5-36. Consultado el 16 de noviembre de 2016.
- Gaviria, Mario; Naredo, José; Serna, Juan (Coords.) (1978). Extremadura saqueada: Recursos naturales y autonomía regional. París: Ruedo Ibérico. ISBN 84-85361-08-3. Consultado el 24 de diciembre de 2014.
- Gaviria, Mario; Mejías Guisado, Fernando; Baigorri Agoiz, Artemio; Rodríguez Díaz, Álvaro; Serna, Juan (Coords.) (1978). El modelo extremeño: Ecodesarrollo de la Siberia y la Serena. Madrid: Editorial Polpular. ISBN 84-85016-32-7. Consultado el 24 de diciembre de 2014.
- Pérez Escolano, Víctor; Calzada Pérez, Manuel (Coords.) (febrero de 2005). «Pueblos de colonización 1939-1971 ¿Recuperar del patrimonio rural franquista?». PH:Boletín del Instituto Andaluz del Patrimonio Histórico (52): 36-125. Consultado el 22 de noviembre de 2014.